# 吴家山林场
吴家山林场，是中华人民共和国湖北省黄冈市团风县下辖的一个类似乡级单位。

## 行政区划
下辖以下地区：
吴家山村和大河冲村。